# 月華
「月華」（げっか）は、日本の歌手中森明菜の楽曲。この楽曲は中森の30枚目のシングルとして、1994年10月5日にMCAビクターよりリリースされた (8cmCD: MVDD-10009)。

## 背景
「月華」は、1994年9月にリリースされた「夜のどこかで 〜night shift〜」に続く楽曲で、1994年10月5日にCDシングル (8cmCD: MVDD-10009)で発売された。本作は1994年の9月と10月の2か月連続でリリースされた第2弾シングルで、この年3枚目となるシングルとなった。中森にとって年3枚のシングル・リリースは、1988年以来6年ぶりであった。
「月華」は、松井五郎が作詞し、梶原秀剛から楽曲提供を受け、松本晃彦が編曲を手掛けた。先行して、楽曲提供した梶原が1994年9月21日にシングル「月華」（ポニーキャニオン）をリリース後に中森のこの楽曲がリリースされた。中森の「月華」は、三貴 ″ブティックJOY″ のテレビCMイメージソングに使用された。本曲のミュージック・ビデオも制作されている（未発売）。中森は「月華」について、これまで歌ってきた中で私にとって初の領域だと思うと述べ、一つ間違えると演歌のようであり厳密にはバラードとも異なっていると楽曲について説明した。さらに、中近東風のアレンジは得意とするジャンルだが、サビ部分にも取り入れられているテンション・コードにより、楽曲全体の緊迫感を高めているとコメントした。歌唱については、全般的に地声で歌えるキーであり、その点では久しぶりであったと語った。
シングル盤「月華」の2曲目として発表された「BLUE LACE」は、鮎川めぐみの作詞と柿原朱美の作曲に、山川恵津子が編曲を手掛けた楽曲である。この楽曲について中森は、ウッドベースとオーボエが印象深く、しっとりとした内容となっていると説明し、本来ならこの楽曲はシングルの2曲目に収録されるよりも、アコースティックのコンセプト・アルバムの中の楽曲として発表したい曲ではあると述べた。

## 批評
『CDジャーナル』は中森の「月華」について、彼女特性であるビブラート歌唱を多く活用しており、楽曲と編曲が作用し合い特徴的なまでに湧き上がる感情表現となっていると批評した。

## チャート成績
この楽曲は、オリコン週間シングルチャートの1994年10月17日付で、最高順位8位を記録し、同チャートには、計7週に渡ってランクインした。1993年にリリースした「Everlasting Love ・ NOT CRAZY TO ME」以来のベストテン入りとなった。

## 収録曲
| #         | タイトル                            | 作詞       | 作曲      | 編曲       | 時間  |
| --------- | ----------------------------------- | ---------- | --------- | ---------- | ----- |
| 1.        | 「月華」                            | 松井五郎   | 梶原秀剛  | 松本晃彦   | 5:02  |
| 2.        | 「BLUE LACE」                       | 鮎川めぐみ | 柿原朱美  | 山川恵津子 | 4:45  |
| 3.        | 「月華」(オリジナル・カラオケ)      |            |           |            | 5:01  |
| 4.        | 「BLUE LACE」(オリジナル・カラオケ) |            |           |            | 4:45  |
| 合計時間: | 合計時間:                           | 合計時間:  | 合計時間: | 合計時間:  | 19:33 |

## 収録アルバム
月華
- 『true album akina 95 best』[15]
- 『UNBALANCE+BALANCE+6』[16]
- 『バラード・ベスト 〜25th Anniversary Selection〜』[11]
- 『歌姫伝説 〜90's BEST〜』[17][9]

BLUE LACE
- 『UNBALANCE+BALANCE+6』[16]
- 『歌姫伝説 〜90's BEST〜』[9]